# 1362-es busz
Az 1362-as jelzésű autóbuszvonal távolsági autóbuszjárat Eger és Kecskemét között, Heves, Jászberény érintésével, melyet a Volánbusz Zrt. lát el.

## Közlekedése
A járat Egert és Kecskemétet köti össze. Menetideje Kecskemét felé 3 óra 40 perc, Eger felé 3 óra 30 perc. Az eltérés a jászberényi pihenőidő hosszából ered.
Naponta egy járatpár szállítja az utasokat.
2020. december 13-ától közlekedik jelenlegi útvonalán, korábban Gyöngyös és Kecskemét között közlekedett Heves érintésével 

## Megállóhelyei
| 0  | Eger, autóbusz-állomás végállomás       | 26 | 2, 2A, 4, 5, 5A, 6, 7, 7A, 11, 12, 14, 16, 17, 914 1049, 1050, 1051, 1052, 1053, 1054, 1343, 1344, 1346, 1347, 1348, 1349, 1351, 1352, 1354, 1380, 1383, 1426, 1427, 1428, 1447, 1448, 1466, 1468, 1517 3400, 3402, 3403, 3404, 3405, 3405, 3406, 3407, 3408, 3409, 3410, 3411, 3412, 3414, 3415, 3416, 3417, 3418, 3419, 3420, 3423, 3424, 3426, 3430, 3431, 3432, 3433, 3434, 3435, 3436, 3440, 3441, 3442, 3443, 3444, 3445, 3446, 3448, 3450, 3455, 3456, 3457, 3458, 3462, 3469, 3470, 3471, 3472, 3473, 3474, 3476, 3479, 3480, 3481, 3482, 3483, 3484, 3488, 3604, 3660, 3667, 4012, 4014, 4015, 4018, 4021, 4157 |
| ∫  | Eger, Színház                           | 25 | 2, 2A, 7, 7A, 11, 12, 14, 17 1053, 1054, 1343, 1344, 1346, 1348, 1380, 1426, 1427, 1428, 1447, 1468, 1517 3402, 3408, 3410, 3411, 3414, 3419, 3420, 3423, 3424, 3426, 3430, 3431, 3432, 3433, 3434, 3435, 3436, 3440, 3441, 3442, 3443, 3444, 3445, 3448, 3667, 4014, 4015, 4018, 4021, 4157 |
| 1  | Eger, vasútállomás bejárati út          | 24 | 11, 12, 13, 14 1050, 1051, 1053, 1054, 1343, 1346, 1348, 1380, 1402, 1427, 1466, 1517 3400, 3402, 3408, 3410, 3411, 3414, 3423, 3424, 3426, 3430, 3431, 3432, 3433, 3434, 3435, 3436, 3440, 3441, 3442, 3443, 3444, 3445, 3446, 3448, 3472, 3479, 3482, 3484, 3667, 4015, 4157 személyvonat, InterRégió, Agria InterRégió |
| 2  | Eger, Tompa utca                        | 23 | 3, 3A, 6, 11, 12, 13, 14, 16, 914 1050, 1051, 1053, 1054, 1343, 1348, 1380, 1402, 1427, 1466, 1517 3400, 3402, 3408, 3410, 3411, 3414, 3423, 3424, 3426, 3430, 3431, 3432, 3433, 3434, 3435, 3436, 3440, 3441, 3442, 3443, 3444, 3445, 3446, 3448, 3472, 3479, 3482, 3484, 3667, 4015, 4157 |
| 3  | Kerecsend, Fő út 60.                    | 22 | 1050, 1052, 1054, 1343, 1348, 1402, 1427, 1466, 1517 3423, 3424, 3430, 3431, 3432, 3433, 3434, 3440, 3441, 3442, 3443, 3444, 3445, 3446, 3448, 3450, 3667 |
| 4  | Kerecsend, Füzesabonyi út 75.           | 21 | 1343, 1517 3423, 3424, 3430, 3431, 3432, 3433, 3434, 3450 |
| 5  | Füzesabony, vasútállomás                | 20 | 1343, 1346, 1376, 1466, 1517 3405, 3423, 3424, 3426, 3430, 3431, 3432, 3433, 3434, 3436, 3450, 3500, 3511, 4014 személyvonat, S80, Tisza-tó sebesvonat, Ezüstpart expresszvonat, Agria InterRégió, Tokaj InterCity, Füzér InterCity, Borsod InterCity, Hámor InterCity |
| 6  | Dormánd, hevesi elágazás                | 19 | 1376, 1466, 1517 3424 |
| 7  | Tenk, Központ                           | 18 | 1067, 1376, 1466, 1517 3424, 3441, 3442, 3443, 3450 |
| 8  | Heves, Hősök tere                       | 17 | 1066, 1067, 1068, 1069, 1376, 1443, 1466, 1517 3424, 3434, 3441, 3442, 3443, 3444, 3550, 3560, 3561, 3562, 3665, 3666, 3670, 3689, 3695 |
| 9  | Heves, autóbusz-állomás                 | 16 | 1066, 1067, 1068, 1069, 1075, 1376, 1443, 1466, 1517 3424, 3434, 3441, 3442, 3443, 3444, 3550, 3560, 3561, 3562, 3665, 3666, 3669, 3670, 3689, 3695 |
| 10 | Jászapáti, Vasút út                     | 15 | 1075, 1466 3443, 3669, 4603, 4655, 4657, 4658, 4659 |
| 11 | Jászapáti, autóbusz-állomás             | 14 | 1070, 1075, 1076, 1077, 1376, 1443, 1466, 1517 3424, 3443, 3669, 4603, 4655, 4657, 4658, 4659, 4661 |
| 12 | Jászjákóhalma, községháza               | 13 | 1070, 1075, 1076, 1077, 1376, 1443, 1466 3424, 3443, 3669, 4653, 4654, 4655, 4659 |
| 13 | Jászberény, autóbusz-állomás végállomás | 12 | 1, 2A 498, 499, 503, 523 1070, 1075, 1076, 1077, 1078, 1348, 1376, 1443, 1466, 1467, 1469, 1515 3424, 3443, 3667, 3669, 3671, 4601, 4602, 4650, 4651, 4653, 4654, 4655, 4659, 4660, 4662, 4663, 4681, 4685, 4686 |
| 14 | Jászberény, vasútállomás                | 11 | 1 498, 499, 503 1070, 1075, 1348 S820 |
| 15 | Nagykáta, templom                       | 10 | 491, 497, 498, 499, 500, 501, 502, 517, 520, 521, 525, 527, 529 1070, 1348 |
| 16 | Nagykáta, vasútállomás                  | 9  | 491, 497, 498, 499, 500, 501, 502, 517, 520, 521, 525, 527, 529 1348 személyvonat, expresszvonat, S60, G60, Z60 |
| 17 | Tápióbicske, községháza                 | 8  | 485, 497, 500, 517, 518, 520, 521 1348 |
| 18 | Tápiószentmárton, posta                 | 7  | 485, 500, 520, 521 1348 |
| 19 | Tápiószentmárton, irodaház              | 6  | 485, 500, 520, 521 1348 |
| 20 | Cegléd, Cifrakert Állami Gazdaság       | 5  | 520 1348 |
| 21 | Cegléd, autóbusz-állomás                | 4  | 520, 521, 522, 524, 525, 526, 528, 530, 531, 535, 537, 539, 540, 541, 542, 550, 552, 553, 555, 556, 557, 558, 559, 560, 561, 562, 564, 565, 566 1348, 1376 személyvonat, expresszvonat, S20, S50, G50, Z50, InterCity |
| 22 | Cegléd, posta                           | 3  | 520, 521, 522, 524, 525, 526, 528, 535, 537, 539, 540, 541, 542, 550, 552, 553, 555, 556, 557, 558, 559, 560, 561, 562, 564, 565, 566 1348, 1376 |
| 23 | Nyársapát, Nyársapáti elágazás          | 2  | 547, 550, 551, 552, 553, 555, 556 1348 |
| 24 | Nagykőrös, Szabadság tér                | 1  | 543, 544, 545, 546, 547, 548, 549, 550, 551, 552, 553, 555 1348, 1376, 1464 |
| 25 | Kecskemét, autóbusz-állomás végállomás  | 0  | 1, 2D, 2S, 7, 7C, 12D, 15, 19, 21, 21D, 22, 25, 32 550, 551, 553, 555 1080, 1081, 1085, 1087, 1090, 1092, 1348, 1376, 1499, 1524, 1528, 1529, 1547, 1566 4777, 5075, 5076, 5202, 5203, 5205, 5206, 5207, 5208, 5209, 5210, 5211, 5212, 5213, 5214, 5215, 5216, 5217, 5218, 5219, 5220, 5221, 5222, 5223, 5224, 5225, 5226, 5227, 5228, 5229, 5230, 5231, 5232, 5233, 5234, 5235, 5236, 5237, 5238, 5239, 5240, 5241, 5242, 5243, 5244, 5245, 5250, 5255, 5258, 5279, 5354, 5359, 5387, 5502 |